# Спорт в Оттаве
Спорт в Оттаве — часть культурной жизни Оттавы, столицы Канады. В городе в разные периоды его существования выступали команды профессиональных и полупрофессиональных лиг — НХЛ, Канадской футбольной лиги, бейсбольной Международной лиги, Профессиональной женской хоккейной лиги, женской футбольной В-Лиги. В Оттаве действуют многочисленные любительские спортивные команды, среди которых выделяется мужская баскетбольная сборная Карлтонского университета — многократный чемпион студенческого чемпионата Канады.
Оттава располагает рядом спортивных сооружений международного класса. Это позволяло городу в прошлом и настоящем принимать крупнейшие международные соревнования — чемпионаты мира по фигурному катанию, женскому футболу и хоккею, Skate Canada International, Франкофонские игры, а также национальные чемпионаты по кёрлингу и фигурному катанию, Кубок Грея и матчи «Всех звёзд» НХЛ. Канал Ридо, замораживаемый в зимние месяцы, долгое время считался самым длинным естественным катком в мире. В зале спортивной славы Оттавы увековечены имена около 250 спортсменов, тренеров и спортивных деятелей.

## Хоккей

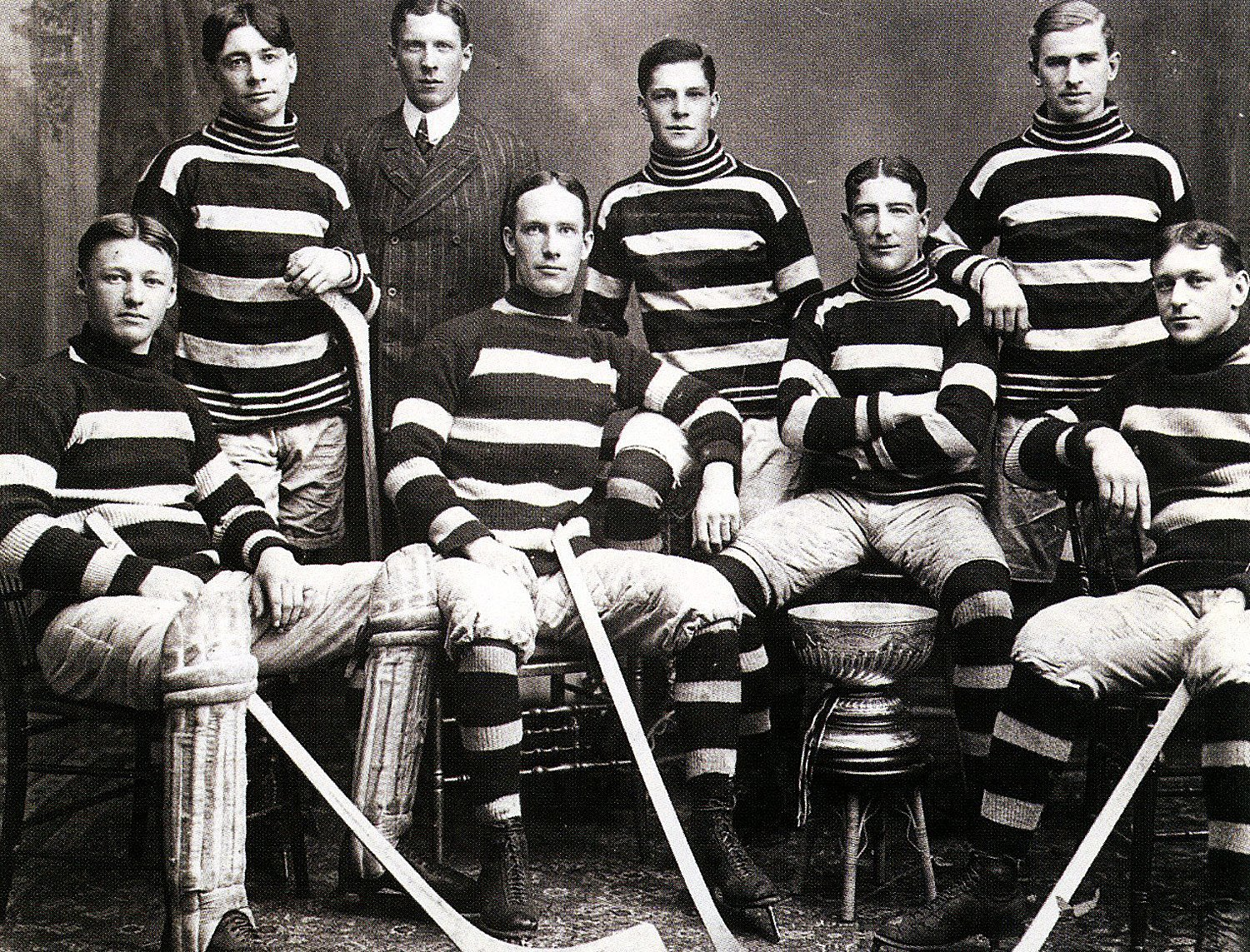
«Оттава Силвер Севенс» — предшественники «Сенаторз» и четырёхкратные обладатели Кубка Стэнли

Первый хоккейный клуб в Оттаве был основан в 1883 году и выступал до 1887 года. Возрождение игры в Оттаве состоялось в 1889 году, когда начал работу новый каток «Ридо» — один из первых крытых катков в Канаде. В 1894 году Оттавский хоккейный клуб принял участие в розыгрыше первого Кубка Стэнли, проходившем в Монреале. Оттавские клубы доминировали в канадском хоккее в первой четверти XX века, выиграв Кубок Стэнли 11 раз между 1903 и 1927 годами. В 1917 году команда «Оттава Сенаторз» стала одним из клубов, объединившихся в Национальную Хоккейную Лигу (НХЛ). В ходе Великой депрессии клуб обанкротился и в 1934 году его право на участие в НХЛ было выкуплено владельцами команды «Сент-Луис Иглз». В 1970-е годы оттавские клубы играли в двух сезонах Всемирной хоккейной ассоциации (ВХА), но существенных успехов не добились. В 1992 году клуб «Оттава Сенаторз» был возрождён и с 1996 года проводит домашние матчи в спортивном комплексе «Канадиен Тайер Центр» (историческое название — «Палладиум») в западной части города. Лучшим достижением «Сенаторов» после восстановления команды стал выход в финал Кубка Стэнли 2007 года.
Помимо клуба НХЛ, в городе существуют многочисленные команды, выступающие в хоккейных лигах более низкого ранга. В Хоккейной лиге Онтарио, входящей в состав Канадской хоккейной лиги, Оттава представлена клубом «Оттава Сиксти Севенс», основанным в год столетия независимости Канады. Клуб дважды, в 1984 и 1999 год, завоёвывал Мемориальный кубок — высший трофей канадских молодёжных лиг. Домашней площадкой команды является вторая по размерам ледовая арена Оттавы — «Сивик Сентр». Город Гатино, входящий в состав городской агломерации Оттавы, представлен в Главной юниорской хоккейной лиге Квебека — также представляющей собой часть Канадской хоккейной лиги — командой «Гатино Олимпикс», финалистами Мемориального кубка 2004 года. «Олимпикс» играют в построенном в 1952 году Центре имени Робера Гертена. Оттавские клубы также играют в Центральной юношеской хоккейной лиге и в Юношеской хоккейной лиге Восточного Онтарио, а ещё ряд команд объединён в муниципальную Юношескую хоккейную ассоциацию Оттавского района (англ. Ottawa District Minor Hockey Association).
Летом 2023 года, в ходе формирования Профессиональной женской хоккейной лиги (PWHL), одна из шести команд новой лиги была создана в Оттаве. Первоначально клубы PWHL назывались просто по названиям городов, в которых играют, но перед сезоном 2024/2025 получили официальные названия. Клуб из оттавской столицы стал называться «Оттава Чардж». В конце того же сезон «Чардж» пробился в финал плей-офф PWHL, где в четырёх матчах уступил действующим чемпионкам лиги «Миннесота Фрост».
В Оттаве ежегодно проходит международный детский хоккейный турнир Bell Capital Cup для мальчиков и девочек в возрасте от 9 до 12 лет. В турнире 2013 года запланировано участие 500 команд. Город также принимал молодёжный чемпионат мира 2009 года, принесший победу хозяевам льда. В 1990 году в Оттаве прошёл первый чемпионат мира по хоккею среди женщин, тоже закончившийся победой хозяек, а в 2013 году город снова принимал мировое женское первенство.

## Канадский футбол
Более ста лет канадскую столицу представляла в Канадской футбольной лиге команда «Оттава Раф Райдерс», основанная в 1876 году. Уже в первом сезоне Регбийного союза Онтарио в 1883 году футбольный клуб Оттавы дошёл до финального матча, проиграв в нём соперникам из Торонто; на следующий год до финала снова дошли те же команды, но на этот раз оттавский клуб на матч не явился. В дальнейшем команда, с 1897 года носившая название «Раф Райдерс», девять раз становилась обладательницей Кубка Грея — главного трофея канадского футбола. Первый раз кубок был завоёван в 1925 году, а последний в 1976 году. Клуб прекратил своё существование в 1996 году.
В 2001 году в Оттаве снова появилась команда КФЛ, носившая название «Оттава Ренегейдз». Новая франшиза просуществовала менее пяти лет, уже весной 2006 года закрывшись из-за неудачных выступлений и убыточности. В 2008 году было объявлено, что очередная команда КФЛ в Оттаве появится после окончания перестройки стадиона в Лансдаун-парке — традиционной домашней площадки оттавских клубов. Новая команда получила название «Оттава Редблэкс», после первого провального сезона уже на второй год существования приняв участие в матче за Кубок Грея, а на следующий год и завоевав этот трофей.
На протяжении десятилетий футбольные сборные Оттавского и Карлтонского университетов регулярно проводили между собой так называемый «Матч за панду», разыгрывая в нём символический трофей — плюшевую панду; страсти вокруг матча были, однако, отнюдь не символическими, и игры регулярно перерастали в побоища между болельщиками. После 15-летнего перерыва, в течение которого в Карлтонском университете не было команды по канадскому футболу, традиция «Матчей за панду» была возрождена в 2013 году.

## Другие игровые виды спорта
Европейский футбол в Оттаве был представлен клубами «Оттава Фьюри». Женский клуб с названием «Оттава Фьюри» выступал в В-Лиге (англ. W-League), входящей в Объединённые футбольные лиги и являющейся одной из ведущих в Северной Америке наряду с Женской футбольной премьер-лигой (англ. Women's Premiers Soccer League, WPSL). Команда, выступающая 13 лет и четырежды выходившая в финал В-лиги, завоевала свой первый и единственный чемпионский титул в 2012 году. В «Оттава Фьюри» выступал ряд игроков женской сборной Канады по футболу; так, в 2006 году пять игроков клуба играли в национальной сборной в отборочных матчах чемпионата мира, а на Олимпиаде 2012 года шесть представительниц Оттавы в сборной Канады завоевали бронзовые олимпийские медали — в их числе автор победного гола в матче за третье место Диана Мэтисон. В конце 2014 года владельцы клуба объявили о расформировании женской команды по финансовым соображениям.
Одноимённый мужской клуб, сформированный в 2005 году, выступал в одном из низших дивизионов Объединённых футбольных лиг. C 2014 года мужской клуб «Оттава Фьюри» играл в одной из более престижных профессиональных лиг — Североамериканской футбольной лиге. С июля 2014 года домашним стадионом команды стал перестроенный «Ти-ди Плэйс Стэдиум». В сезоне 2015 года оттавский клуб стал финалистом Североамериканской футбольной лиги, уступив в финале команде «Нью-Йорк Космос» со счётом 2-3. С 2017 года клуб выступал в United Soccer League. Несмотря на то, что «Оттава» вышла в плей-офф USL в сезоне 2019 года, осенью того же года клуб прекратил своё существование из-за проблем с правом выступления канадской команды в американской лиге, а в феврале 2020 года был сформирован новый профессиональный футбольный клуб «Атлетико Оттава», ставший частью Канадской Премьер-лиги. Сезон 2021 года «Атлетико» завершил на последнем месте в лиге, а год спустя стал победителем регулярного сезона, добившись этого результата уже за тур до конца турнира. Когда в 2024 году было объявлено о формировании первой канадской профессиональной лиги женского футбола — Северной Суперлиги — одним из первых шести клубов в ней стал новообразованный «Оттава Рапид».
Оттава была одним из канадских городов, принимавших матчи молодёжного чемпионата мира по футболу 2007 года. В Оттаве игры проходили на стадионе «Франк Клэр» в Лансдаун-парке. В 2015 году Оттава должна стать одним из мест проведения женского чемпионата мира. Местом проведения игр также станет перестроенный стадион «Франк Клэр», получивший спонсорское имя «Ти-ди Плэйс Стэдиум».
История профессионального бейсбола в Оттаве уходит корнями в 1950-е годы, когда в городе играли команды «Оттава Джайентс» и «Оттава Атлетикс», выступавшие в Международной лиге — высшем дивизионе минорного профессионального бейсбола. Дольше всего в профессиональном бейсболе город был представлен в 1990-е и 2000-е годы, когда в Международной лиге играла команда «Оттава Линкс» — чемпионы 1995 года. В свой первый сезон, в 1993 году, «Оттава Линкс» собирали на специально для них построенном стадионе рекордные для лиги 10 тысяч болельщиков, но к середине следующего десятилетия число зрителей упало ниже чем до двух тысяч за игру, и сезон 2007—2008 годов стал для клуба последним. С 2010 по 2013 год Оттава была представлена в полупрофессиональной Межокружной лиге (Онтарио) клубом «Оттава Фэт Кэтс» — финалистом сезона 2011 года.
В Оттаве расположены около десятка кёрлинговых клубов, некоторые из которых — в частности Клуб кёрлинга Оттавы и Клуб кёрлинга Ридо — основаны ещё в XIX веке. Город неоднократно принимал чемпионаты Канады по кёрлингу — как мужские, так и женские. В основном местом их проведения становился «Сивик Сентр», где прошли мужские чемпионаты 1979, 1993 и 2001 годов и женский чемпионат 1990 года. Первый чемпионат Канады среди женщин в 1961 году прошёл в помещении Оттавского охотничьего и гольф-клуба, а Смешанный чемпионат Канады по кёрлингу 2014 года принимал Клуб кёрлинга Ридо.
В отсутствие профессионального баскетбола до 2010-х годов интерес в городе был сосредоточен на выступлениях сборных двух университетов — Оттавского и Карлтонского. «Карлтон Рейвенз» показывают лучшие результаты с начала XXI века, с 2003 по 2022 год 16 раз выиграв мужской студенческий чемпионат Канады — больше, чем любой другой университет за историю турнира. Сезон 2011—2012 годов команда провела без единого поражения, одержав 34 победы; два её игрока были включены в символическую любительскую сборную Канады, а тренер Дейв Смарт по окончании сезона был назначен помощником главного тренера национальной мужской сборной. Осенью 2013 года в Оттаве появился первый в истории канадской столицы профессиональный баскетбольный клуб — «Оттава Скайхокс». Новый клуб на протяжении одного сезона выступал в Национальной баскетбольной лиге Канады, но уже в 2014 году был исключён из неё, не сумев выполнить свои финансовые обязательства. В конце 2019 года в городе появился новый профессиональный баскетбольный клуб «Оттава Блэкджекс».

## Стадионы и спортивные арены
Крупнейший стадион Оттавы — «Франк Клэр» в Лансдаун-парке, действующий с 1908 года. Его вместимость до начала реконструкции Лансдаун-парка составляла свыше 26,5 тысяч зрительских мест. Стадион служил домашней площадкой для оттавских команд, выступавших в профессиональных и полупрофессиональных лигах по канадскому и европейскому футболу, а также для футбольных сборных Оттавского и Карлтонского университетов. На стадионе неоднократно проводились матчи Кубка Грея; он также стал одной из площадок, на которых проходили чемпионат мира по футболу среди молодёжных команд 2007 года и женский чемпионат мира по футболу 2015 года.

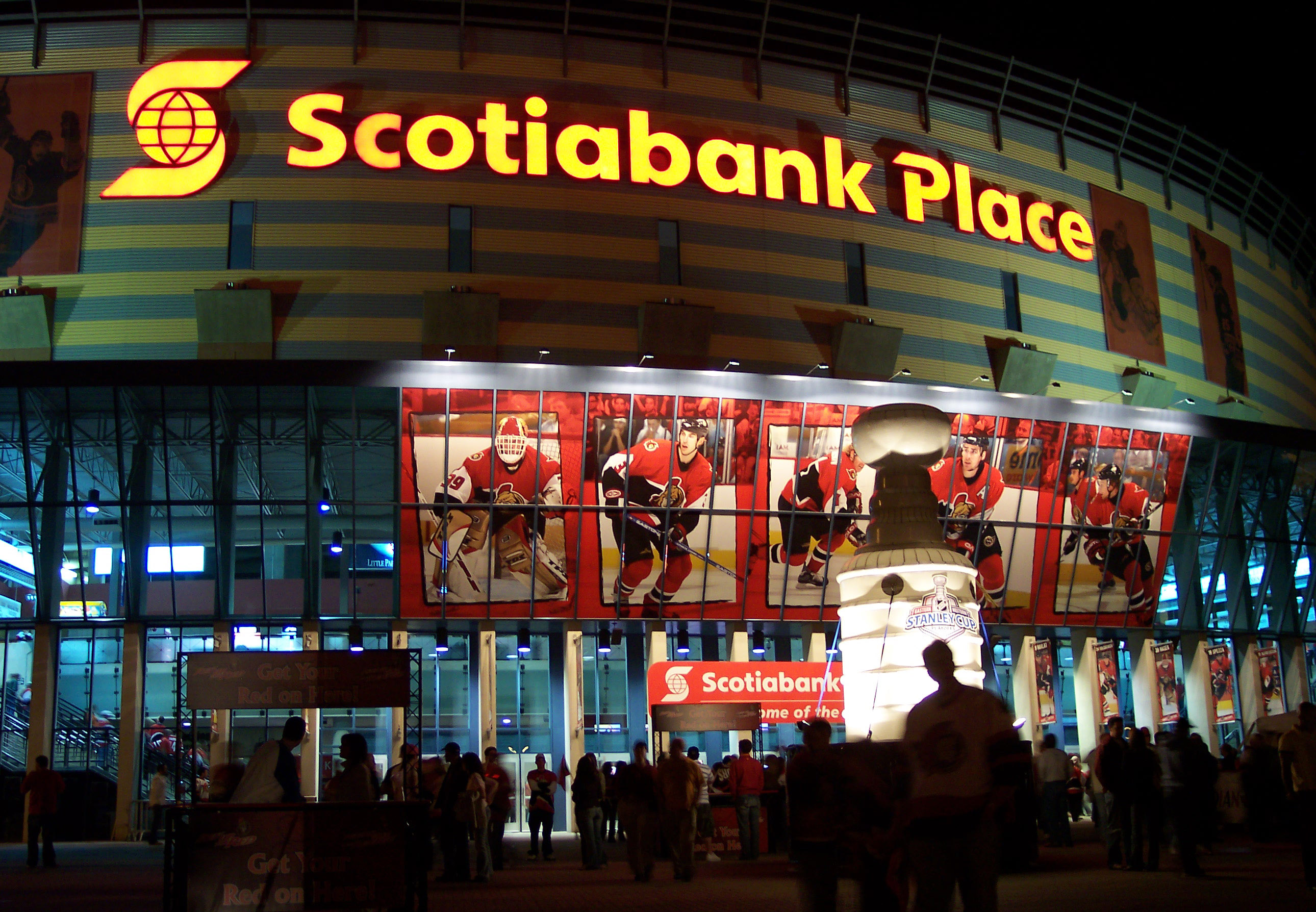
Скоушабэнк Плэйс

Крупнейшая ледовая арена Оттавы, «Канадиен Тайер Центр» (прежние названия — «Палладиум», «Корел Сентр», «Скоушабэнк Плэйс»), построенная в 1996 году, служит домашней площадкой для клуба НХЛ «Оттава Сенаторз». Спорткомплекс вмещает 19 153 зрительских места, включая 148 мест люкс-класса. В «Скоушабэнк Плэйс» проходили игры женского чемпионата мира по хоккею 2013 года. Кроме того, в комплексе проводились Матч всех звёзд НХЛ 2012 года и этап Кубка мира по фигурному катанию 2008 года Skate Canada International.
Второй ледовый дворец канадской столицы, «Сивик Сентр», служит домашней площадкой команде Хоккейной лиги Онтарио «Оттава Сиксти Севенс», а до постройки «Скоушабэнк Плэйс» здесь выступали и «Сенаторз». «Сивик Сентр», построенный в 1968 году под главной трибуной стадиона «Франк Клэр», дважды принимал чемпионат мира по фигурному катанию (в 1978 и 1984 годах), а в 1990 году стал местом проведения первого в истории чемпионата мира по хоккею среди женщин. Проводились в этом комплексе и чемпионаты Канады по фигурному катанию и кёрлингу, и матчи Кубка Канады, и турниры Skate Canada International. Вместимость комплекса до планируемой перестройки — 9862 зрительских места.
Другие спортивные комплексы города включают Центр Робера Гертена в Гатино (4906 мест), служащий домашней площадкой команде Главной юниорской хоккейной лиги Квебека «Гатино Олимпикс»; и «Непин Спортсплекс», 1963 года постройки, где также пройдут игры чемпионата мира по хоккею 2013 года среди женщин (группа Б).

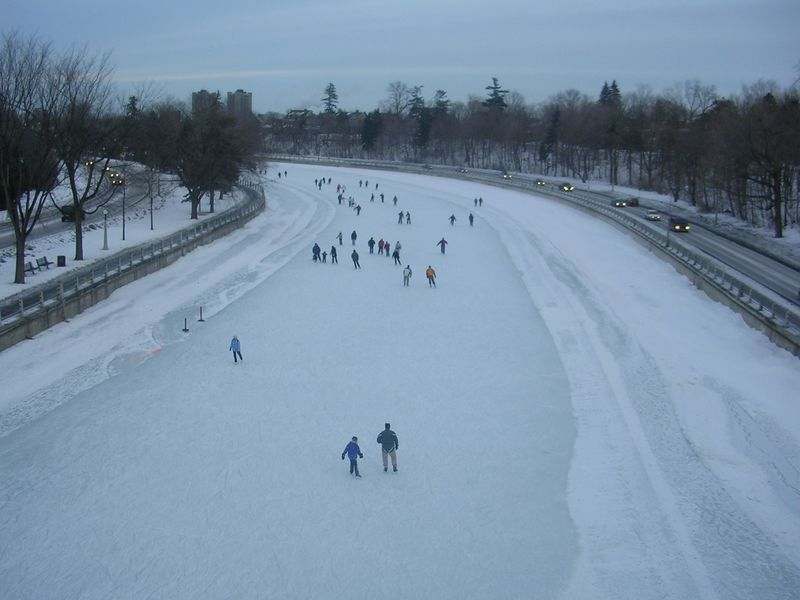
Каток на канале Ридо

На территории Оттавы, в 20 километрах к юго-востоку от центра города, действует ипподром Ридо-Карлтон, построенный в 1962 и реконструированный в 2000 году. В прежние годы низкая посещаемость скачек и бегов компенсировалась выручкой от работы игровых автоматов в рамках программы Корпорации лотерей и азартных игр Онтарио. В начале 2013 года было сообщено, что, несмотря на планы строительства полноценного казино в Оттаве, игровые автоматы остаются на территории ипподрома ещё на 3—5 лет, как и ещё на семи ипподромах Онтарио.
Особняком среди спортивных достопримечательностей Оттавы стои́т канал Ридо: в зимние месяцы на его последнем участке, идущем от озера Доу к шлюзам на реке Оттаве, канал замерзает, образуя естественный каток почти восьмикилометровой длины. Этот каток входил в Книгу рекордов Гиннесса, пока в Виннипеге на льду рек Ассинибойм и Ред не обустроили естественный каток длиной 8,5 километра.

## Зал спортивной славы
В Оттаве действует свой Зал спортивной славы. Мемориал спортивной славы Оттавы открылся в 1968 году на территории только что открытого спортивного комплекса «Сивик Сентр». В 2005 году Зал спортивной славы был перенесён на второй этаж основной ледовой арены Оттавы — «Скоушабэнк Плэйс», а в 2011 году получил новую «прописку» в здании городской ратуши.
В Зале спортивной славы Оттавы представлены около 250 спортсменов, тренеров и спортивных деятелей, представляющих различные виды спорта, начиная с хоккея и канадского футбола. Помимо вещей, принадлежащих спортсменам, экспозиция включает раритетные фотографии команд XIX и начала XX веков, иллюстрирующие развитие определённых видов спорта.
С 1971 года в Оттаве открыт Канадский музей лыжного спорта. В Зале славы канадского лыжного спорта при музее — более 140 членов.